# ヴァイオリンソナタ第4番 (ベートーヴェン)
ヴァイオリンソナタ第4番（ヴァイオリンソナタだいよんばん）イ短調 作品23 は、ルートヴィヒ・ヴァン・ベートーヴェンが1800年から1801年にかけて作曲したヴァイオリンソナタ。作曲者のヴァイオリンソナタとしては4作目のもので、初めての短調ソナタである。

## 概説
第1番 ニ長調、第2番 イ長調、第3番 変ホ長調と、ヴァイオリンの明るい響きを前面に押し出した作品群の後の激しい曲風である。ただ（小規模な）3楽章作品の形式は未だ守っており、この頃のピアノソナタが4楽章で管弦楽編曲をにらんだものとは事情が異なる。ヴァイオリンソナタはヴァイオリンとピアノとの調和の妙が一つの目的であり､ピアノ即ちオーケストラという作者の考えとは相違がある。この作品では後の第9番「クロイツェル」と同じ調性でヴァイオリンに演奏簡単なイ短調を選んでいる。

## 曲の構成
- 第1楽章 プレスト
イ短調、8分の6拍子、ソナタ形式。
冒頭からピアノの主和音にのって､ヴァイオリンの重音が一気呵成に進められる。
- 第2楽章 アンダンテ・スケルツォーソ・ピウ・アレグレット                                                    　
イ長調、4分の2拍子、ソナタ形式。
室内楽に適した暖かい響きの中間楽章。ベートーヴェンの古典派作家としての一面を見せる優美な曲想である。冒頭におどけた舞踏を思わせるシンコペーションがヴァイオリン、ピアノの掛け合いで奏でられる。ソナタ形式でありこの点でも古典派作者の作である。
- 第3楽章 アレグロ・モルト
イ短調、2分の2拍子、ロンド形式。
自由なロンド形式で書かれており、第1楽章同様に速いテンポが特徴的。